# 大寨满族乡
大寨满族乡是中华人民共和国辽宁省葫芦岛市兴城市下辖的一个民族乡。

## 行政区划
大寨满族乡下辖以下村级行政区划单位：
新立村、大寨村、马圈村、吴家村、郭家屯村、李相村、王相村、贲家村、花营村、张家村、牛彦村、罗家村、沙河村和兴旺村。